# Эль-Паухиль
Эль-Паухиль (исп. El Paujil) — город и муниципалитет на юге Колумбии, на территории департамента Какета.

## История
Поселение, из которого позднее вырос город, было основано в 1955 году.

## Географическое положение

Муниципалитет Эль-Паухиль

Город расположен в северо-западной части департамента, у подножия восточного склона горного хребта Восточная Кордильера, на расстоянии приблизительно 35 километров к востоко-северо-востоку от города Флоренсия, административного центра департамента. Абсолютная высота — 343 метра над уровнем моря.
Муниципалитет Эль-Паухиль граничит на востоке с территорией муниципалитета Эль-Донсельо, на юго-востоке — с муниципалитетом Картахена-дель-Чайра, на западе и юго-западе — с муниципалитетом Ла-Монтаньита, на севере — с территорией департамента Уила. Площадь муниципалитета составляет 1338,12 км².

## Население
По данным Национального административного департамента статистики Колумбии, совокупная численность населения города и муниципалитета в 2024 году составляла 19 290 человек.
Динамика численности населения муниципалитета по годам:
| 2005   | 2010   | 2015   | 2020   | 2021   | 2022   | 2023   | 2024   |
| ------ | ------ | ------ | ------ | ------ | ------ | ------ | ------ |
| 17 634 | 18 834 | 20 224 | 18 591 | 18 826 | 18 998 | 19 137 | 19 290 |

Согласно данным переписи 2005 года мужчины составляли 50,2 % от населения Эль-Паухиля, женщины — соответственно 49,8 %. В расовом отношении белые и метисы составляли 99,3 % от населения города; негры, мулаты и райсальцы — 0,4 %; индейцы — 0,3 %.
Уровень грамотности среди всего населения составлял 85 %.

## Экономика
Большинство трудоспособного населения занято в сельском хозяйстве и горнодобывающей промышленности.
67,6 % от общего числа городских и муниципальных предприятий составляют предприятия торговой сферы, 21,2 % — предприятия сферы обслуживания, 8,6 % — промышленные предприятия, 2,6 % — предприятия иных отраслей экономики.

## Транспорт
Через город проходит национальное шоссе № 65 (исп. Ruta Nacional 65).